# رامبو III (لعبة فيديو)
رامبو III (بالإنجليزية: Rambo III)‏ ، هي لعبة إلكترونية من نوع آركيد أنتجت سنة 1989، وهي لعبة إطلاق النار، نسخت من الفيلم رامبو 3 ، وتدور أحداث اللعبة حول الوجود العسكري السوفييتي في أفغانستان، وذلك خلال فترة الحكم الشيوعي لأفغانستان، صدرت هذه اللعبة خلال وقت الصراع بين المجاهدين والقوات السوفيتية، أستخدمت شركة سيغا اليابانية للترويج للعبة والتي تعد الأقوى في فترة الثمانينيات.

## مهمات اللعبة
تعرض العقيد سام ترومان «صديق بطل اللعبة رامبو» للاحتجاز والاعتقال من قبل الجيش السوفييتي، بحيث تعرض للتعذيب هناك، يقوم البطل رامبو بثمانية مراحل للبحث عن ترومان وتخليص أفغانستان من شرور الجيش السوفيتي.

## وصلات خارجية
- رامبو III على موقع IMDb (الإنجليزية)

- Rambo III على موبي غيمز
- Genesis version at موبي جيمز
- Master System version at موبي جيمز
- Rambo III at the KLOV
- Rambo III في موقع World of Spectrum
- Rambo III on the Amiga at The Hall of Light (HOL)